# 瓦尔瓦拉·雅科夫列娃
瓦尔瓦拉·雅科夫列娃（俄語：Варвара Николаевна Яковлева，1884年—1941年9月11日），是一位苏联老布尔什维克、政治家。她曾加入列夫·托洛茨基领导的左翼反对派，并签署《46人声明》致力于实现党内民主化。1938年，她因涉嫌参与“托洛茨基和右派反党集团”而被判处20年徒刑，她于1941年苏德战争爆发后在奥廖尔监狱被枪决。1958年，她正式被赫鲁晓夫给予平反。